# Comănești (Suceava)
Comăneşti è un comune della Romania di 2 266 abitanti, ubicato nel distretto di Suceava, nella regione storica della Bucovina.
Il comune è formato dall'unione di 3 villaggi: Comănești e Humoreni.